# Códices mixtecos
Los códices mixtecos son documentos con escritura pictográfica producidos por la Cultura mixteca en la región montañosa donde confluyen los actuales estados de Guerrero, Puebla y Oaxaca, en México. 
En la región aún hay muchos mixtecos, descendientes de esa cultura prehispánica cuyos representantes, en especial los de la zona oaxaqueña, dejaron numerosos códices, ricos en información, sobre todo respecto a la vida cotidiana.

## Características
Los códices mixtecos tienen una gran belleza, que refleja la habilidad artesanal de sus autores. “Los mixtecos se cuentan entre los mejores artesanos del México prehispánico, y sus creaciones fueron apreciadas en muchos otros lugares. Esta maestría creativa se encuentra plasmada en obras de todo tipo y realizadas con diferentes materiales: figuras y herramientas de obsidiana y cristal de roca; cerámica policroma, decorada con un sinfín de motivos geométricos, simbólicos y religiosos; grabados en hueso y madera con representaciones de escenas semejantes a las de los códices...”
Así, en ellos se puede interpretar y entender la historia antigua, puesto que con precisión relatan, señalando lugares, nombres y fechas, las fundaciones, alianzas, guerras y sucesiones de los distintos señoríos, así como la vida cotidiana. Además, constituyen una rica fuente documental para conocer sobre la arquitectura prehispánica; los ritos funerarios; el vestido y las representaciones de las plantas y animales; la ornamentación de los personajes, la geografía de su territorio, las armas, guerras y una serie de datos indudable interés para los investigadores.
La cultura mixteca dejó una valiosa colección de códices prehispánicos, misma que llegó hasta nuestros días. Su colección es única porque es la única que no tiene elementos españoles. Aunque los códices, mapas o lienzos elaborados después de la conquista, por los sabios indígenas sobrevivientes, conservaron el estilo mixteco antiguo, en su manufactura incluyeron glosas en español, escritas en alfabeto latino.
Varias características comunes distinguen a los códices mixtecos:
- Están pintados en piel de venado
- Son tiras largas que miden entre 12 y 14 metros de largo por entre 20 y 40 centímetros de ancho
- Están doblados a manera de biombo
- Fueron recubiertos con una fina capa blanca, sobre la cual aparecen las escenas y dibujos delimitados por líneas rojas, que dejan espacios señalando por dónde continúa la lectura, misma que se hace en zigzag.

## Códice Bodley o Bodleiano
El Códice Bodley actualmente lo tiene la biblioteca Bodleiana, en la universidad de Oxford, en el Reino Unido; es una tira de piel de venado de 11.60 metros de largo. Cuenta con 40 páginas de 26.5 centímetros por 28.5 centímetros, el cual está inconcluso

## Códice Borgia
El códice Borgia es un códice precolombino con contenido calendárico y ritual que pertenece al llamado Grupo Borgia de códices precolombinos de la región mixteca, que data del Posclásico tardío (900-1521 d. C.). Lleva el nombre del cardenal italiano del siglo XVIII, Stefano Borgia, que lo poseía antes de que fuera adquirido por la Biblioteca Vaticana.

## Códice Colombino-Becker
Se cree que el Códice Colombino-Becker era uno solo. En la actualidad está formado por dos códices mixtecos, que al parecer fueron separados: El códice Becker I y el códice Colombino.
El códice Becker I, actualmente reside en el Weltmuseum de Viena; es una tira de piel de venado de 1.18 metros de largo, en páginas de 21.5 centímetros por 24 centímetros de alto.
El códice Colombino actualmente se encuentra en la Biblioteca Nacional de Antropología e Historia, además los códices del grupo Colombino son los únicos que están en México; es una tira de piel de venado de 6.80 metros de largo, con 24 folios de 18 centímetros por 25.5 centímetros de alto.

## Códice Fejérváry-Mayer
El Códice Fejérváry-Mayer es un manuscrito prehispánico de gran belleza en su ejecución y muy bien conservado que pertenece al grupo denominado códices Borgia, que se encuentra el Liverpool.

## Códice Nuttall-Zouche
Actualmente el Códice Nuttall está en Inglaterra, en la Colección de Lord Zouche of Harryworth; está pintado en piel de venado. Es una tira de 11.22 metros de largo con 44 páginas de 25.5 centímetros de ancho por 18.8 centímetros de altura, que se convierten en 88 páginas dobladas en forma de acordeón para leerse consecutivamente en dos series, anverso y reverso.

## Códice Selden I
El Códice Selden se encuentra también en la Biblioteca Bodleiana, en la Universidad de Oxford; es una tira de piel de venado de 5.56 metros de largo, doblado en la forma indígena, formando 20 folios de 24.5 centímetros por 27 centímetros de alto, arregladas en tres bandas en colores de tintes sombríos y fuertes

## Códice Vindobonensis
El Códice Vindobonensis se encuentra actualmente en la Biblioteca Nacional de Viena; es una tira de piel de venado de 13.55 metros de largo, que doblada a la manera indígena, proporciona 52 hojas de 22 centímetros por 25.8 centímetros, de las cuales solamente 13 están pintadas en su anverso. Está pintado en colores azul, rojo, negro, verde claro, amarillo, café y gris con cierta aglomeración en las figuras; pero en sus escenas son de una importancia artística excepcional.